# Marcelina Czartoryska
La princesse Marcelina Czartoryska, née Radziwill, est une aristocrate et pianiste polonaise, disciple de Chopin, née le 18 mai 1817 à Podluzne en Polésie et morte le 5 juin 1894 à Cracovie.

## Biographie
Marcelina Czartoryska naît le 18 mai 1817 à Podluzne en Polésie,.                                    
Née Radziwill, elle est élevée à Vienne, où elle étudie le piano avec Carl Czerny. En 1840, elle épouse le prince Aleksander Czartoryski et voyage dès lors régulièrement à travers l'Europe.                                    
Entre 1847 et 1849, elle est élève de Frédéric Chopin, avant d'être reconnue comme la disciple la plus fidèle du maître. Dans son ouvrage Musiciens polonais et slaves (Paris, 1857), Albert Sowiński note par exemple que Czartoryska « semble avoir hérité des procédés de Chopin, surtout dans le phrasé et l'accentuation ». Elle est aussi l'une des rares proches présentes au chevet de Chopin à sa mort.                                    
Installée à Paris, elle est particulièrement active dans la décennie 1850. Elle tient salon à l'hôtel Lambert, où elle reçoit de nombreuses personnalités de la musique et des arts, Eugène Delacroix, Thomas Tellefsen, Auguste Franchomme, Delphin Alard, Pauline Viardot, Henri Vieuxtemps, Ary Scheffer et Charles Gounod, notamment.                                    
Pour honorer les dernières paroles de Chopin à la princesse et à Franchomme, « vous jouerez du Mozart ensemble, et je vous écouterai », le « club des Mozaristes » se réunit à partir de 1854 les premiers vendredis de chaque mois afin de lui rendre hommage.                                    
Comme interprète, Marcelina Czartoryska se produit en public lors de concerts de charité. Elle joue notamment salle Herz en 1854 le Concerto op. 11 de Chopin, son Concerto op. 21 en 1855, ou le Concerto à deux pianos K. 365 de Mozart en 1858, toujours salle Herz, en compagnie de la princesse Marie de Chimay. Elle se produit également à Londres, Poznań, Cracovie, Lwow et Pétersbourg.                                    
En 1867, Czartoryska se retire en Pologne, à Lwow puis à Cracovie, où elle entretient la mémoire de Chopin. Elle prodigue ainsi des conseils à des pianistes tels Natalia Janotha et Aleksander Michałowski, illustre en musique les conférences sur Chopin de Stanisław Tarnowski, délivre des indications à Jan Kleczyński pour son ouvrage Frédéric Chopin : de l'interprétation de ses œuvres (Paris, 1880) et aide Karol Mikuli dans la préparation de son édition des œuvres de Chopin en 17 volumes (Leipzig, Kistner, 1880),.                                    
Marcelina Czartoryska meurt à Cracovie le 5 juin 1894,.